# Wendisch Baggendorf
Wendisch Baggendorf település Németországban, Mecklenburg-Elő-Pomeránia tartományban. Lakosainak száma 544 fő (2023. december 31.).

## Népesség
A település népességének változása:
| Lakosok száma | 540  | 536  | 527  | 543  | 544  |
|               | 2017 | 2019 | 2021 | 2022 | 2023 |